# Nancy
Nancy er en by i det nordøstlige Frankrig. Den er hovedstad i departementet Meurthe-et-Moselle i regionen Grand Est. Byen har 108.172 indbyggere.
Nancy er omgivet af bakker i mellem floden Meurthe og floden Mosel.
En af byens seværdigheder er den 90 meter høje skyskraber Thierstårnet (opkaldt efter politikeren Adolphe Thiers), der blev bygget midt i byen i 1975. Tårnet fik en kritisk modtagelse, da det blev bygget, fordi det efter sigende skæmmede kvarteret med Art Nouveau arkitekturen samt udsigten, fra den brømte Place Stanislas
Nancy er opdelt i fire administrative cantoner, nord, syd, vest og øst. Den vestlige er den tættest befolkede med 34.000 indbyggere. Ydermere er byen opdelt i elleve officielle kvarterer.

## Verdensarvssted
Place Stanislas, Place de la Carrière og Place d'Alliance, som alle var en del af Stanislaw Leszczynskis byplan fra 1752, blev opført på UNESCOs liste over verdensarven i 1983. Den dansk-norske prinsesse Christine (1521–1590) er begravet i Nancys Église des Cordeliers.

## Klima
Nancy er påvirket af beliggenheden langt fra havet omgivet af højdedrag. Temperaturen er gennemsnitligt køligere end i Paris med færre timers sol og en større mængde regn. I juli og august kommer temperaturen typisk op på 24 grader, mens januar er den koldeste måned og ligger på omkring 4 grader. Den højeste temperatur nogensinde blev målt under hedebølgen i august 2003, hvor temperaturen nåede op på 39,3.

## Transport
Der går tre franske motorveje til Nancy fra syd, vest og nord. Desuden er byen også få timers kørsel fra Belgien, Luxembourg og Tyskland. Der er såkaldte grønne cykelstier til og igennem Nancy og mange gågader i den indre by. Der kører sporvogne mellem alle bydele i Nancy.
Der kører tog fra Nancy mod Strasbourg, Metz, Luxembourg og Paris, og byen har desuden en lufthavn cirka 30 kilometer væk.

## Uddannelse
- École pour l'informatique et les nouvelles technologies
- ICN Business School
- Web@cademie